# Chilemarkkrypare
Chilemarkkrypare (Ochetorhynchus melanurus) är en fågel i familjen ugnfåglar inom ordningen tättingar.

## Utseende
Chilemarkkryparen har en slank och smal näbb och en mestadels avart stjärt som den håller något rest eller utbredd och sänkt och därigenom avslöjar en roströd stjärtrot. Vidare har den en roströd fläck på vingen och en vit haklapp.

## Utbredning och systematik
Chilemarkkryparen delas upp i två underarter med följande utbredning:
- O. m. atacamae – bergstrakter i nordcentrala Chile (Atacama och Coquimbo)
- O. m. melanurus – bergstrakter i centrala Chile (i söder till Colchagua)

## Levnadssätt
Chilemarkkryparen hittas i klippiga bergsbranter och dalar, vanligen i förberg med klipputsprång där den häckar i skrevor. Den löper kvickt på marken och klättrar i buskage.

## Status
Arten har ett begränsat utbredningsområde, men beståndet anses vara stabilt. IUCN kategoriserar arten som livskraftig.